# Literaturjahr 2009
Liste der Literaturjahre

◄◄ | ◄ | 2005 | 2006 | 2007 | 2008 | Literaturjahr 2009 | 2010 | 2011 | 2012 | 2013 | ► | ►►

Weitere Ereignisse

## Ereignisse
- 12.–15. März: Leipziger Buchmesse
- 21. April: Die World Digital Library wird in Paris eröffnet. Dieses Projekt der US-Nationalbibliothek Library of Congress und der UNESCO stellt kulturell herausragende Dokumente aus aller Welt über das Internet kostenlos zur Verfügung.
- 14.–18. Oktober: Frankfurter Buchmesse, Gastland China

## Geburts- und Jahrestage
- 19. Januar: 200. Geburtstag des US-amerikanischen Schriftstellers Edgar Allan Poe († 1849)
- 13. Juni: 200. Geburtstag des deutschen Schriftstellers Heinrich Hoffmann († 1894)

## Neuerscheinungen
- 2666 – Roberto Bolaño
- 2018-04-01 – Liu Cixin
- Das absolut wahre Tagebuch eines Teilzeit-Indianers – Sherman Alexie
- Alle sieben Wellen – Daniel Glattauer
- Anatomie eines Augenblicks – Javier Cercas
- Der Anwalt – John Grisham
- Apostoloff – Sibylle Lewitscharoff
- Die Arena – Stephen King
- Atemschaukel – Herta Müller
- Athen. Eine literarische Einladung – Hrsg. von Birgit Hildebrand und Konstantinos Kosmas
- Atlas der abgelegenen Inseln – Judith Schalansky
- Aufbruch – Ulla Hahn
- Ballettschuhe – Noel Streatfeild
- Das Beste, was wir hatten – Jochen Schimmang
- Blut und Knochen – Stuart MacBride
- Der Brenner und der liebe Gott – Wolf Haas
- Das Buch ohne Namen
- Corpus Delicti – Juli Zeh
- Crystal Nights and Other Stories – Greg Egan
- Damals, das Meer – Meg Rosoff
- Dinge, die verschwinden – Jenny Erpenbeck
- Drei Sekunden Himmel – Sigitas Parulskis
- Du mußt dein Leben ändern – Peter Sloterdijk
- Einfache Gewitter – William Boyd
- Einmal – Morris Gleitzman
- Empörung – Philip Roth
- Exil der frechen Frauen – Robert Cohen
- The Familiarity of Strangers – Francesca Trivellato
- Fever Crumb – Philip Reeve
- Der Fliegenpalast – Walter Kappacher
- The Gathering Storm – Robert Jordan
- Das Glück in glücksfernen Zeiten – Wilhelm Genazino
- Glut und Asche – Wolfgang Hohlbein
- Good Bye Mohammed – Norbert G. Pressburg
- Grabkammer –  Tess Gerritsen
- Hinterland – Feridun Zaimoglu
- Hiobs Brüder – Rebecca Gablé
- Ich bin kein Serienkiller – Dan Wells
- Ich bin voller Hass – und das liebe ich – Joachim Gaertner
- Im Jahre Ragnarök – Oliver Henkel
- Indiana Jones and the Army of the Dead – Steve Perry
- Indiana Jones and the Mystery of Mount Sinai – J. W. Rinzler
- Indiana Jones and the Pyramid of the Sorcerer – Ryder Windham
- Jeune fille  – Anne Wiazemsky
- Jenseits von Gut und Böse – Michael Schmidt-Salomon
- Juliet, Naked – Nick Hornby
- Die Karte meiner Träume – Reif Larsen
- Kinder des Nebels – Brandon Sanderson
- Kolyma – Tom Rob Smith
- Ein König für Deutschland – Andreas Eschbach
- Das kurze wundersame Leben des Oscar Wao – Junot Díaz
- Landesbühne – Siegfried Lenz
- Das Leben der Wünsche – Thomas Glavinic
- Die Legenden der Albae: Gerechter Zorn – Markus Heitz
- Leichenblässe – Simon Beckett
- Limit – Frank Schätzing
- Mikrogeschichte: Menschen und Konflikte in der Frühen Neuzeit – Otto Ulbricht
- Nathan und seine Kinder – Mirjam Pressler
- Das neue Buch Genesis – Bernard Beckett
- Oceanic – Greg Egan
- Parrot and Olivier in America – Peter Carey
- Piercing – Ryū Murakami
- Red (UA 2009) – John Logan
- Rico, Oskar und das Herzgebreche – Andreas Steinhöfel
- Röten – Klaus Ebner
- Ruhm – Daniel Kehlmann
- Die Saat – Chuck Hogan und Guillermo del Toro
- Sarajevo Marlboro – Miljenko Jergović
- Das Schicksal der DDR-Verlage – Christoph Links
- Schlaf – Haruki Murakami
- Sieben Jahre – Peter Stamm
- Solange du lebst – Louise Erdrich
- Soul Kitchen. Der Geschichte erster Teil – das Buch vor dem Film – Jasmin Ramadan
- Spinner – Benedict Wells
- Der stumme Tod. Gereon Raths zweiter Fall – Volker Kutscher
- Tote Mädchen lügen nicht – Jay Asher
- Die Totgesagten – Camilla Läckberg
- Türken-Sam – Cem Gülay und Helmut Kuhn
- Überm Rauschen – Norbert Scheuer
- Unendlicher Spaß – David Foster Wallace
- Ein ungezähmtes Leben – Jeannette Walls
- Unter Linken – Jan Fleischhauer
- Verbrechen – Ferdinand von Schirach
- Das verlorene Symbol – Dan Brown
- Die Violine von Auschwitz – Maria Àngels Anglada
- Wolfsgier – Brigitte Melzer

## Gestorben
- 01. Januar – Johannes Mario Simmel
- 02. Januar – Inger Christensen
- 04. Januar – Gert Jonke
- 09. Januar – Lew Ustinow
- 15. Januar – Maurice Chappaz
- 16. Januar – John Mortimer
- 17. Januar – Elisabeth Alexander
- 22. Januar – Matthias Jendis
- 27. Januar – Christian Enzensberger
- 27. Januar – John Updike
- 29. Januar – Adalbert Seipolt
- 13. Februar – Edward Upward
- 12. März – Blanca Varela
- 13. März – James Purdy
- 19. März – Gertrud Fussenegger
- 24. März – Heinz von Cramer
- 09. April – Elfriede Gerstl
- 13. April – Stefan Brecht
- 14. April – Maurice Druon
- 19. April – J. G. Ballard
- 28. April – Idea Vilariño
- 02. Mai – Marilyn French
- 17. Mai – Mario Benedetti
- 18. Mai – Paul Parin
- 21. Mai – Nasar Hontschar
- 26. Mai – Kaoru Kurimoto
- 31. Mai – Kamala Surayya
- 09. Juni – Wera Mutaftschiewa
- 20. Juni – Angela Praesent
- 25. Juni – Jochen Berg
- 03. Juli – Jorge Enrique Adoum
- 06. Juli – Wassili Aksjonow
- 12. Juli – Simon Vinkenoog
- 17. Juli – Leszek Kołakowski
- 19. Juli – Frank McCourt
- 25. Juli – Nezihe Araz
- 02. August – Adolf Endler
- 17. August – Robert Feldhoff
- 18. August – Hugo Loetscher
- 18. August – Nezihe Meriç
- 23. August – John Vermeulen
- 27. August – Sergei Michalkow
- 11. September – Jim Carroll
- 22. September – Kole Čašule
- 28. September – José Antonio Muñoz Rojas
- 30. September – Rafael Arozarena
- 01. Oktober – Otar Tschiladse
- 03. Oktober – Gert Mattenklott
- 06. Oktober – Raymond Federman
- 09. Oktober – Jacques Chessex
- 22. Oktober – Fritz Vogelgsang
- 03. November – Francisco Ayala
- 08. November – Pierre Bottero
- 22. Dezember – Sherzaman Taizi
- 23. Dezember – Grigori Baklanow

## Literaturpreise 2009

### Deutsche Literaturpreise
- Adelbert-von-Chamisso-Preis: Artur Becker; María Cecilia Barbetta und Tzveta Sofronieva (Förderpreis)
- Berliner Literaturpreis: Dea Loher
- Brüder-Grimm-Preis der Stadt Hanau: Natascha Wodin
- Deutscher Buchpreis: Kathrin Schmidt, Du stirbst nicht
- Carl-Zuckmayer-Medaille: Volker Schlöndorff
- Clemens-Brentano-Preis: Andreas Stichmann, Jackie in Silber; Felicia Zeller Einsam lehnen am Bekannten
- Deutscher Science Fiction Preis: Dirk C. Fleck, Das Tahiti-Projekt
- Ernst-Toller-Preis: Gerhard Polt
- Friedrich-Gundolf-Preis: Nicholas Boyle
- Georg-Büchner-Preis: Walter Kappacher
- Heinrich-Mann-Preis: Hanns Zischler
- Hermann-Lenz-Preis: Friederike Mayröcker
- Hubert-Burda-Preis für junge Lyrik: Lidija Dimkovska, Iulían Tanase, Ostap Slyvynksyj
- Johann-Gottfried-Seume-Literaturpreis: Helga M. Novak, wo ich jetzt bin
- Johann-Heinrich-Voß-Preis für Übersetzung: Susanne Lange
- Joseph-Breitbach-Preis: Ursula Krechel
- Kleist-Preis: Arnold Stadler
- Leonce-und-Lena-Preis: Ulrike Almut Sandig
- Mainzer Stadtschreiber: Monika Maron
- Mara-Cassens-Preis: Roman Graf
- Peter-Huchel-Preis: Gerhard Falkner, Hölderlin Reparatur
- Preis der Leipziger Buchmesse:
  - Sibylle Lewitscharoff (Belletristik)
  - Herfried Münkler (Sachbuch/Essay)
  - Eike Schönfeld (Übersetzung)
- Preis der Literaturhäuser: Ilija Trojanow
- Preis der SWR-Bestenliste: Kathrin Schmidt

### Internationale Literaturpreise
- Hugo Award

- Neil Gaiman, The Graveyard Book, Das Graveyard-Buch, Kategorie: Bester Roman
- Nancy Kress, The Erdmann Nexus, Kategorie: Bester Kurzroman
- Elizabeth Bear, Shoggoths in Bloom, Kategorie: Beste Erzählung
- Ted Chiang, Exhalation, Ausatmung, Kategorie: Beste Kurzgeschichte

- Kurd-Laßwitz-Preis

- Dietmar Dath, Die Abschaffung der Arten, Kategorie: Bester Roman
- Andreas Eschbach, Survival-Training, Kategorie: Beste Kurzgeschichte/Erzählung
- Heidrun Jänchen, Ein Geschäft wie jedes andere, Kategorie: Beste Kurzgeschichte/Erzählung (zwei Mal vergeben)
- Charles Stross, Das Glashaus, Kategorie: Bestes ausländisches Werk
- Sara Riffel, Kategorie: Bester Übersetzer
- Ernst Vlcek postum für sein Lebenswerk, Sonderpreis
- Wolfgang Both für sein Buch Rote Blaupausen über sozialistische Utopien, Sonderpreis (zwei Mal vergeben)

- Locus Award

- Neal Stephenson, Anathem, Anathem, Kategorie: Bester SF-Roman
- Ursula K. Le Guin, Lavinia, Kategorie: Bester Fantasy-Roman
- Neil Gaiman, The Graveyard Book, Das Graveyard-Buch, Kategorie: Bestes Jugendbuch
- Paul Melko, Singularity's Ring, Der Ring, Kategorie: Bester Erstlingsroman
- Kelly Link, Pretty Monsters, Kategorie: Bester Kurzroman
- Paolo Bacigalupi, Pump Six, Kategorie: Beste Erzählung
- Ted Chiang, Exhalation, Kategorie: Beste Kurzgeschichte
- Paolo Bacigalupi, Pump Six and Other Stories, Kategorie: Beste Sammlung
- Gardner Dozois, The Year's Best Science Fiction: Twenty-Fifth Annual Collection, Kategorie: Beste Anthologie

- Nebula Award

- Paolo Bacigalupi, The Windup Girl, Biokrieg, Kategorie: Bester Roman
- Kage Baker, The Women of Nell Gwynne’s, Kategorie: Bester Kurzroman
- Eugie Foster, Sinner, Baker, Fabulist, Priest; Red Mask, Black Mask, Gentleman, Beast, Kategorie: Beste Erzählung
- Kij Johnson, Spar, Kategorie: Beste Kurzgeschichte
- Neill Blomkamp & Terri Tatchell, District 9, District 9, Kategorie: Bestes Drehbuch

- Philip K. Dick Award

- C. L. Anderson, Bitter Angels

- Cervantespreis: José Emilio Pacheco
- Danuta Gleed Literary Award: Pasha Malla, The Withdrawal Method
- David Cohen Prize: Seamus Heaney
- Dorothy Livesay Poetry Prize: Daphne Marlatt, Given
- Erich-Fried-Preis: Esther Dischereit
- Ethel Wilson Fiction Prize: Lee Henderson, The Man Game
- Europäischer Essay-Preis Charles Veillon: Claudio Magris
- Finlandia-Preis: Antti Hyry, Uuni
- Ingeborg-Bachmann-Preis: Jens Petersen
- International IMPAC Dublin Literary Award: Man Gone Down von Michael Thomas
- International Prize for Arabic Fiction: Youssef Ziedan, Beelzebub
- Lieutenant Governor’s Award for Literary Excellence: Terry Glavin
- Man Booker Prize for Fiction: Hilary Mantel, Wolf Hall
- Man Booker International Prize: Alice Munro
- Newbery Medal: Neil Gaiman
- Nobelpreis für Literatur: Herta Müller
- Österreichischer Staatspreis für Europäische Literatur: Per Olov Enquist
- Prinz-von-Asturien-Preis für Literatur: Ismail Kadare
- Prix Goncourt: Marie NDiaye, Trois femmes puissantes
- Prix Femina Étranger: Matthias Zschokke, Maurice à la poule
- Pulitzer-Preis: Elizabeth Strout, Olive Kitteridge (Roman)
- Rauriser Literaturpreis: Julya Rabinowich, Spaltkopf; Hansjörg Zauner (Förderpreis)
- Riverton-Preis: Tom Egeland, Lucifers evangelium
- Scotiabank Giller Prize: Linden MacIntyre, The Bishop's Man
- Toronto Book Awards: Austin Clarke, More

## Verwandte Preise
- Erich-Maria-Remarque-Friedenspreis: Henning Mankell (Hauptpreis); Lukas Bärfuss (Sonderpreis)
- Friedenspreis des Deutschen Buchhandels: Claudio Magris
- Goethe-Medaille: Lars Gustafsson